# Чхоль Су Ли
Чхоль Су Ли (англ. Chol Soo Lee; 15 августа 1952 — 2 декабря 2014) — американец корейского происхождения, который в 1970-х годах был ошибочно осуждён за совершение двух убийств, после чего был приговорен к смертной казни посредством удушения в газовой камере. Чхоль Су Ли получил национальную известность после того, как в результате огласки его дела в Калифорнии началось общественное движение за его освобождение, и в результате многолетней судебной тяжбы он добился отмены смертного приговора и доказал свою невиновность в совершении убийств. Он стал первым осужденным к смертной казни в истории штата Калифорния, которому удалось покинуть камеру смертников тюрьмы Сан-Квентин и выйти на свободу. История жизни Чхоль Су Ли в тот период экранизирована в художественном фильме «Верящий в правду».

## Биография
Чхоль Су Ли родился 15 августа 1952 года в городе Кванджу (провинция Чолла-Намдо, по другим данным, в Сеуле, Республика Корея). Отцом мальчика был американский солдат, который на тот момент проходил службу на территории Южной Кореи в период Корейской войны. После окончания войны, отец увез его мать в США, поэтому большую часть детства Чхоль Су Ли воспитывался родными дядей и тётей. 14 ноября 1964 года Чхоль Су Ли вслед за матерью эмигрировал в Сан-Франциско. Однако мать мальчика вела маргинальный образ жизни и придерживалась индифферентного стиля воспитания сына, вследствие чего большую часть своего свободного времени Чхоль Су Ли проводил в обществе американцев азиатского происхождения, имеющих низкий социальный статус, низкий уровень образования и ведущих криминальный образ жизни. Он не прошел процесс социальной адаптации, из-за чего не смог выучить английский язык и бросил школу из-за хронической неуспеваемости и прогулов, после чего также начал вести криминальный образ жизни.
В 1965 году он был арестован за совершение нескольких мелких правонарушений. Чхоль Су Ли был осужден и отправлен в одну из воспитательных колоний для несовершеннолетних. Через несколько месяцев Чхоль Су Ли был обнаружен сотрудниками учреждения с полотенцем, обвязанным вокруг шеи. Инцидент впоследствии был признан попыткой самоубийства, вследствие чего Чхоль Су Ли был этапирован в психиатрическую клинику McAuley Institute в Сан-Франциско, где ему на основании результатов судебно-психиатрической экспертизы был поставлен диагноз «Детский тип шизофрении». В марте 1966 года Чхоль Су Ли был помещен для прохождения курса лечения в психиатрическую клинику «Napa State Hospital», где он находился последующих три месяца. В июне того же года, после успешного курса лечения он был признан вменяемым и определён в приемную семью, откуда он сбежал через три месяца в октябре 1966 года.
После этого Чхоль Су Ли начал вести бродяжнический образ жизни. В этот период он жил на случайные заработки и совершал мелкие кражи, за одну из которых он был арестован летом 1967 года. Он был признан виновным и получил в качестве уголовного наказания 13 месяцев лишения свободы, которые он отбывал в калифорнийском учреждении для малолетних преступников California Youth Authority. Летом 1968 года Чхоль Су Ли вышел на свободу и вернулся в Сан-Франциско. После освобождения он снова начал вести криминальный образ жизни и много времени проводил в обществе представителей различных азиатских уличных преступных группировок. В середине 1971 года Чхоль Су Ли снова был арестован по обвинению в совершении кражи. В декабре того же года он признал себя виновным, после чего был приговорен к шести месяцам лишения свободы с установлением испытательного срока продолжительностью 3 года. В этот период он занимался низкоквалифицированным трудом, работая поваром в одном из ресторанов быстрого питания и посудомойщиком. По его собственным словам, прожив 8 лет в США, он по-прежнему плохо разговаривал по-английски.

## Обвинение в убийстве Ип Йи Така
7 июня 1973 года Чхоль Су Ли был арестован в Сан-Франциско по обвинению в совершению убийства 32-летнего Ип Йи Така (англ. Yip Yee Tak), американца китайского происхождения, хозяина одной из бакалейных лавок, расположенных в китайском квартале Сан-Франциско. Ип Йи Так был застрелен ранним вечером 3 июня из пистолета .38-го калибра на перекрестке улиц при большом скоплении людей. Пять свидетелей убийства описали убийцу как чисто выбритого молодого мужчину азиатского происхождения ростом около 170 см и весом от 70 до 80 кг. Орудие убийства было обнаружено недалеко от места преступления. В полицейском участке свидетелям убийства было предложено посмотреть фотографии ранее привлекавшихся к уголовной ответственности мужчин азиатского происхождения и выбрать пять фотографий, на которых, по их мнению, возможно мог быть запечатлен убийца Ип Йи Така. Одной из выбранных свидетелями была фотография Чхоль Су Ли.
После ареста Чхоля Су Ли сразу же возникли сомнения в его причастности, так как во время убийства Ип Йи Така, Чхоль Су Ли носил усы и при росте 157 см весил всего лишь 60 кг. Кроме этого, фотография, которая была выбрана свидетелями убийства, была сделана во время ареста Ли 2 августа 1969 года, когда ему было всего лишь 17 лет. Во время ареста у Ли в ходе обыска был изъят заряженный револьвер и 41 патрон .38-го калибра. После ареста Чхоль Су Ли был доставлен в полицейский участок, где трое из шести свидетелей преступления предположительно идентифицировали его как убийцу Ип Йи Така. Помимо свидетельских показаний, косвенными дополнительными доказательствами его причастности к совершению убийства были результаты криминалистическо-баллистической экспертизы, которые показали что Ип Йи Так был убит из пистолета, калибр которого соответствовал пулевому отверстию в потолке комнаты отеля, где проживал Чхоль Су Ли незадолго до убийства Ип Йи Така.
Ли утверждал, что 1 июня 1973 года случайно выстрелил в потолок во время чистки оружия, и на следующий день его посетили полицейские для выяснения обстоятельств случившегося и извлекли пулю, а 4 июня того же года он посетил своего офицера по пробации и во избежание нарушения условий условно-досрочного освобождения сообщил ему об инциденте. Чхоль Су Ли отрицал свою причастность к совершению убийства Ип Йи Так и заявил о том, что вечер 3 июня 1973 года провел в своем номере отеля вместе со своей девушкой.
По версии следствия убийство Ип Йи Так стало следствием криминальной войны между азиатскими уличными бандами за передел сфер влияния в городе, так как в период с 1971 года по 1973 год в китайском квартале Сан-Франциско было совершено 18 убийств китайцев, которые по версии следствия являлись заказными. Погибший Ип Йи Так был членом уличной банды «Wah Ching Gang». После ареста двух влиятельных членов банды, Ип Йи Таку были передана денежная сумма в размере $10 000 в качестве оплаты услуг адвоката на предстоящем судебном процессе для защиты арестованных членов банды.
Весной 1973 года один из арестованных по имени Антон Вонг оказался на свободе, заплатив залог. 24 мая 1973 года Антон Вонг был убит на одной из улиц Сан-Франциско при невыясненных обстоятельствах, после чего Ип Йи Так присвоил деньги банды и скрылся. По версии следствия Чхоль Су Ли был нанят в качестве наемного убийцы после того, как местонахождение Ип Йи Так было установлено другими членами банды. На судебном процессе, который состоялся в начале 1974 года, Чхоль Су Ли отрицал свою причастность к криминальному миру Сан-Франциско и к убийствам Ип Йи Така, однако обвинение предоставило доказательства того, что Чхоль Су Ли был знаком с представителями различных уличных преступных группировок и по версии следствия являлся участником одной из них.
Было установлено что Ли был знаком с Робертом Луи, лидером преступной группировки, ответственной за совершение ряда вооружённых ограблений банков на территории штатов Калифорния и Невада. Роберт Луи и другие члены его банды были арестованы в городе Рино (штат Невада) в мае 1973 года. Свои преступления Роберт Луи и члены его банды совершали в лыжных масках, благодаря чему в СМИ получили прозвище «Ski Mask Bandits». Чхоль Су Ли вынужденно признал, что знал Рональда Гонга и Филипа Джи, двух других членов группы «Ski Mask Bandits» и был арестован с ними в Рино во время их ареста, после того как среди личных вещей Чхоль Су Ли были обнаружена 10-долларовая купюра, помеченная полицией.
После ареста Чхоль Су Ли, во время обыска его апартаментов были обнаружены многочисленные вырезки из статей в разных газетах, где упоминались преступления совершенные членами «Ski Mask Bandits» и обстоятельства их ареста. Роберт Луи, который был впоследствии осужден, в свою очередь состоял в знакомстве с Антоном Вонгом и другими представителями преступной группировки «Wah Ching Gang».
В конечном итоге 19 июня 1974 года Чхоль Су Ли вердиктом жюри присяжных заседателей был признан виновным в совершении убийства Ип Йи Так и 10 июля того же года был приговорен к пожизненному лишению свободы. После суда он был этапирован для отбытия уголовного наказания в тюрьму «Deuel Vocational Institution» в городе Трейси, округ Сан-Хоакин.

## Убийство Моррисона Нидхема
8 октября 1977 года во время прогулки в одном из прогулочных дворов тюрьмы, Чхоль Су Ли ударом ножа убил другого заключенного Моррисона Нидхема (англ. Morrison Needham), который являлся членом местной тюремной банды супремасистов. Во время расследования он заявил, что убийство было непреднамеренным и стало следствием самообороны, так как он постоянно подвергался нападкам со стороны представителей этой банды. В этот период родственники Чхоль Су Ли обратились к различным общественным организациям с просьбой провести независимое расследование и выявить доказательства непричастности Ли к совершению убийства Ип Йи Така. После шестимесячного расследования, 29 и 30 января 1978 года в газете «The Sacramento Union» были опубликованы две статьи, в которых виновность Чхоль Су Ли ставилась под сомнение, благодаря чему уголовное дело Чхоль Су Ли приобрело массовую огласку в обществе. Впоследствии это привело к созданию первого Комитета защиты Чхоль Су Ли, организованного американцами корейского происхождения, в том числе выпускником юридического факультета университета в городе Сакраменто, а также к созданию национальной коалиции американских активистов азиатского происхождения, различных корейских общественных групп, после чего сторонниками невиновности Чхоль СУ Ли была начата политическая кампания за его освобождение.
В этот период Чхоль Су Ли с помощью сторонников своей невиновности сумел нанять команду адвокатов, которые впервые получили полный доступ к его уголовному делу и после ознакомления с ним в июле 1978 года подали апелляцию на основании того что в 1973 году Ли не имел возможности нанять адвоката, поэтому адвокат Клиффорд Гулд был предоставлен ему государством, который из-за низкой оплаты труда во время судебного процесса ненадлежаще исполнял свои обязанности и не ознакомился с материалами уголовного дела.
Так было установлено, что во время суда существовало несколько ключевых доказательств непричастности Чхоль Су Ли к совершению убийства, которые не были раскрыты обвинением во время судебного процесса. В уголовном деле был обнаружен полицейский отчет, поданный следователем Фрэнком Фальзоном от 6 июня 1973 года, который опровергал версию заказного убийства Ип Ий Така. Согласно отчету, помимо версии заказного убийства следствие рассматривало ещё три альтернативные версии убийства Така, в том числе версию о том, что убийство Така было следствием мести, так как он был подозреваемым в совершении трех изнасилований.
Кроме того, полицейский отчет от 6 июня включал показания нескольких свидетелей, в котором утверждалось, что перед тем, как было совершено убийство, Ип Ий Так был замечен в кафе с другим человеком, где в ходе разговора они достигли какого-то соглашения, а затем начали спорить, после чего Так покинул заведение и был вскоре убит. Также были обнаружены результаты повторной криминалистическо-баллистической экспертизы, на основании которых было установлено, что на канавках пуль, которыми был убит Ип Йи Так не было обнаружено характерных следов, соответствующих тем, которые были обнаружены на пулях патронов, изъятых у Чхоль Су Ли после его ареста и на пуле, которая была извлечена из потолка его комнаты, после того как он случайно выстрелил из пистолета во время чистки оружия 1 июня 1973 года, что противоречило выводам первой криминалистическо-баллистической экспертизы о том, что убийство Ип Йи Така было совершено с помощью пистолета Чхоль Су Ли.
Во время судебного процесса результаты повторной баллистической экспертизы так и не были переданы защите Чхоль Су Ли, что в конечном итоге могло бы повлиять на вердикт жюри присяжных заседателей. Во время рассмотрения апелляции, Чхоль Су Ли был осужден за совершение убийства Моррисона Нидхема и 14 мая 1979 года был приговорен к смертной казни, после чего был этапирован в камеру смертников тюрьмы Сан-Квентин.

## Юридическая реабилитация
После подачи апелляции команда по защите сначала наняла известного адвоката Леонарда Уейнгласса. Апелляция Чхоль Су Ли была удовлетворена, после чего обвинительный приговор Чхоль Су Ли в совершении Ип Йи Така был отменен и ему было назначено новое судебное разбирательство. Судебный процесс начался 11 августа 1982 года и продлился три недели. На время процесса команда по защите Чхоля Су Ли наняла известного в Сан-Франциско адвоката Тони Серра (англ. J. Tony Serra). 3 сентября того же года вердиктом жюри присяжных заседателей Чхоль Су Ли был признан невиновным в совершении убийства Ип Йи Така.
Так как во время вынесения смертного приговора по обвинению в убийстве Моррисона Нидхема отягчающим обстоятельством послужило убийство Ип Йи Так, 14 января 1983 года смертный приговор Чхоль Су Ли был заменен на пожизненное лишение свободы. 28 марта 1983 года Чхоль Су Ли был переведён из тюрьмы Сан Квентин. Его адвокаты подали апелляцию на отмену обвинительного приговора по обвинению в убийстве Нидхема. Так как это убийство Чхоль Су Ли совершил, находясь в заключении на основании судебной ошибки, в начале того же года прокуратура округа Сан-Хоакин предложила ему и команде его адвокатов заключить соглашение о признании вины. В ходе судебного разбирательства на основании условий соглашения, Чхоль Су Ли признал себя виновным в нанесении ножевых ранений Моррисону Нидхему, после чего он был приговорен уже к ранее отбытому сроку лишения свободы в тюрьме, в августе 1983 года был освобожден из зала суда и вышел на свободу.

## После освобождения
После освобождения из камеры смертников тюрьмы Сан-Квентин Чхоль Су Ли приобрел известность в США. Кампанию по его освобождению стали называть одним из первых паназиатских американских движений за расовую справедливость, а имя Чхоль Су Ли стало синонимом расизма и судебного произвола в США.
Однако в то же время Чхоль Су Ли начал испытывать проблемы с недоброжелателями, подвергавших сомнению его невиновность из-за предыдущих многократных арестов, благодаря чему в конечном итоге он не справился с той социальной ролью, которую возложила на него общественность, не смог адаптироваться к жизни в обществе и впал в депрессию. Отсутствие материальной компенсации за неправомерное осуждение и проблемы с репутацией заставили Ли ступить на путь самоуничтожения.
На протяжении последующих лет он начал злоупотреблять алкоголем и кокаином, вследствие чего в конце 1980-х Чхоль Су Ли снова начал вести криминальный образ жизни. В 1990 году Чхоль Су Ли был снова арестован. Ему было предъявлено обвинение в хранении наркотических веществ, он был осужден и получил в качестве уголовного наказания 18 месяцев лишения свободы. В 1991 году он вышел на свободу, после чего познакомился с криминальным авторитетом гонконгского происхождения Питером Чонгом, лидером американского ответвления триады «Вохопто», который обвинялся по длинному списку уголовных преступлений, включая заказное убийство, торговлю наркотиками, вымогательство и ряд других.
В 1991 с целью страхового мошенничества Питер Чонг решил поджечь свой дом в Сан-Франциско, после чего нанял для этого Чхоль Су Ли, которому он пообещал в качестве материального вознаграждения $25 000. Во время пожара в доме Чонга, Чхоль Су Ли дважды поскользнулся на полу, залитом бензином, после чего его одежда загорелась. Вследствие ожогов 3-й степени у него обгорело 85 % кожи тела, после чего Чхоль Су Ли был доставлен в больницу, где ему было сделано множество операций. Питер Чонг не заплатил ему за поджог собственного дома, в результате чего Ли связался с полицией и дал показания против Чонга. После показаний Ли Питер Чонг сбежал из страны за несколько дней до предъявления ему обвинений и ареста, а американское ответвление триады Вохопто было разгромлено и потеряло влияние. Чхоль Су Ли признал себя виновным в совершении поджога, но он пошёл на сотрудничество с полицией и был осужден условно с назначением испытательного срока продолжительностью 3 года. После получения ожогов Чхоль Су Ли прошел длительную реабилитацию, в ходе которой из-за осложнений ему были вынуждены перерезать ахилловы сухожилия и он получил инвалидность, вследствие чего в последующие годы жизни Чхоль Су Ли прекратил вести криминальный образ жизни и избавился от наркотической зависимости. По другим данным, после поджога жил под тремя разными личностями в рамках программы защиты свидетелей.
Последние годы жизни Чхоль Су Ли занимался общественной деятельностью, сотрудничая со школами, с различными молодёжными центрами и правозащитными организациями, проповедуя здоровый образ жизни и рассказывая об опасности ведения криминального образа жизни на примере собственного опыта. В 2013 году, во время празднования 30-й годовщины своего освобождения из камеры смертников тюрьмы Сан-Квентин, Чхоль Су Ли посетил несколько мероприятий, посвященных этому событию, которые были организованы основателями движения за его освобождение в 1970-х. Чхоль Су Ли выразил свою глубокую благодарность своим сторонникам, многие из которых были вдохновлены этим делом и впоследствии в качестве адвокатов, общественных и политических активистов посвятили свою жизнь борьбе за социальную справедливость в США в отношении американцев азиатского происхождения.

## Смерть
Чхоль Су Ли умер 2 декабря 2014 года в одной из больниц Сан-Франциско от осложнений после операции. Он так и не получил официальных извинений или компенсации от государства за десять лет, проведенных в тюрьмах за неправомерное осуждение.

## В массовой культуре
История жизни Чхоль Су Ли в период его тюремного заключения в камере смертников тюрьмы Сан-Квентин и события, связанные с его неправомерным осуждением стали объектом исследования для ряда авторов. Помимо книг и документальных фильмов, посвященных его делу, в 1989 году режиссёром Джозефом Рубеном был снят художественный фильм «Верящий в правду», один из персонажей которого Су Кай Ким основан на Чхоле Су Ли. Роль исполняет Юджи Окамото.